# Wake Up (Make a Move)
Wake Up (Make a Move) è un singolo del gruppo musicale gallese Lostprophets, pubblicato nel 2004 ed estratto dall'album Start Something.

## Tracce
CD 1
1. Wake Up (Make a Move) (radio edit) (version 1; compressed) – 3:34
2. Wake Up (Make a Move) (Chicago Q101 performance) – 4:18

CD 2
1. Wake Up (Make a Move) (radio edit) (version 2; uncompressed) – 3:32
2. Holding On (demo) – 4:35

Vinile
1. Wake Up (Make a Move) (radio edit) – 3:34
2. Start Something (BBC Radio 1 session) – 4:05

## Formazione
- Ian Watkins – voce
- Jamie Oliver – synth, turntables, sampler, voce
- Lee Gaze – chitarra
- Mike Lewis – chitarra
- Stuart Richardson – basso
- Mike Chiplin – batteria, percussioni